# Hermann Kabath
Hermann Kabath (właśc. Joseph Hermann Kabath, ur. 16 sierpnia 1816 w Braniewie, zm. 12 grudnia 1888 w Leśnicy k. Wrocławia) – niemiecki botanik, badacz flory Górnego i Dolnego Śląska.

## Życiorys
Urodził się w Braniewie w Prusach Wschodnich w rodzinie nauczyciela Josepha Kabatha i Justyny z d. Liedtki. Ojciec pochodził z Opola, w tym czasie (1811–1817) nauczał przez 6 lat w gimnazjum w Braniewie. Gdy Hermann miał rok, ojciec został przeniesiony do Królewskiego Katolickiego Gimnazjum w Gliwicach, gdzie otrzymał posadę dyrektora szkoły. Hermann Kabath ukończył również to gimnazjum, a następnie studiował medycynę i filologię na Uniwersytecie Wrocławskim. Po ukończeniu studiów pracował przez krótki czas we wrocławskiej administracji, ale przez większość swego życia był rejestratorem kancelarii katedralnej we Wrocławiu. Jednak przez całe życie towarzyszyło mu zamiłowanie do botaniki. W wolnym czasie poświęcał się z wielką pasją badaniu flory Śląska, stał się odkrywcą wielu nowych stanowisk w rejonie Gliwic i Wrocławia. Owocem tej pasji była opublikowana w 1846 roku praca Flora der Umgegend von Gleiwitz mit Berücksichtigung der geognostischen, Boden- und Höhen-Verhältnisse oraz duży, uporządkowany zielnik obejmujący ok. 10 tys. gatunków roślin, zawierający wiele dokładnych informacji na temat stanowisk. W roku 1864 opisał nowy gatunek kozłka z Dąbrowy koło Gliwic – Valeriana simplicifolia (Verh. Bot. Ver. Prov Brandenburg 6). Jego nazwisko upamiętnia rodzaj Kabathia Nieuwland. Przez wiele lat pozostawał też członkiem sekcji botanicznej Śląskiego Towarzystwa Kultury Ojczystej. W roku 1875 odszedł na emeryturę, zamieszkał w Leśnicy k. Wrocławia, gdzie zmarł 12 grudnia 1888 roku. Po śmierci zebrany przez niego zielnik przeszedł w posiadanie Rolno-botanicznej Stacji Doświadczalnej we Wrocławiu (dziś znajduje się w zbiorach zielnikowych Muzeum Przyrodniczego we Wrocławiu).